# Studios Disney de 1937 à 1941
Vous lisez un « bon article » labellisé en 2010.  Il fait partie d'un « thème de qualité ».
Pour un article plus général, voir Walt Disney Pictures.
Les premiers longs métrages d'animation,
Premier âge d'or
Studios Disney de 1922 à 1937 Studios Disney de 1941 à 1950
L'histoire des Studios Disney de 1937 à 1941, période surnommée le « Premier Âge d'Or », est essentiellement marquée par la sortie de leurs premiers longs métrages d'animation, à commencer par Blanche-Neige et les Sept Nains. Leur production s'étale principalement de 1934 à 1941, date à partir de laquelle le studio connaît un frein à son activité. Le dernier de ces longs métrages, Bambi, sort l'année suivante.
À partir de 1934, Walt Disney envisage la création d'un long métrage en animation, projet qui aboutit en 1937 avec Blanche-Neige et les Sept Nains. Le studio devient alors très important, produisant trois séries de courts métrages et travaillant sur plusieurs projets de longs métrages. Ces projets sont ambitieux tant graphiquement que techniquement, en général artistiquement. Ils aboutissent pour la plupart entre 1940 et 1942 mais leurs racines remontent toutes à la période 1937-1941. Ces films sont parmi les plus connus et reconnus du studio : Pinocchio, Fantasia, Dumbo et Bambi. Ces productions ambitieuses ont nécessité de nombreuses innovations tant techniques qu'artistiques. Le studio a utilisé, développé ou amélioré en interne des techniques comme la couleur avec le procédé Technicolor, la caméra multiplane, les storyboards, l'usage de maquettes pour concevoir les personnages, le Fantasound ou de nombreux effets spéciaux. Pour beaucoup, l'animation est alors devenue un art.
En parallèle, le studio poursuit sa production de courts métrages, lançant des séries centrées sur d'anciens personnages secondaires : Donald Duck débutée en 1937, Dingo (Goofy) débutée en 1939, Pluto débutée en 1937 mais le second film sort en 1940. Cependant, tout cela a nécessité d'importants investissements pour le studio et les revenus n'ont pas compensé les coûts.

## Historique
Depuis 1924, Walt Disney s'est fait un nom dans le monde de l'animation en animant puis en réalisant plusieurs séries de courts métrages d'animations, les Alice Comedies (1924-1927), Oswald le lapin chanceux (1928) puis Mickey Mouse (à partir de 1928) et les Silly Symphonies (à partir de 1929). Mais, comme l'explique Christopher Finch, Disney n'est pas satisfait du succès de ses deux séries de courts métrages Mickey Mouse et Silly Symphonies avant 1934, moment où il éprouve sérieusement l'envie de faire un long métrage.

### La nécessité de faire un long métrage
En 1934, Walt Disney décide de se lancer dans un nouveau défi, la production de longs métrages d'animation. Contrairement aux idées reçues, le premier long-métrage d'animation de l'histoire du cinéma n'est pas le film de Disney mais El Apóstol, film muet argentin de 60 minutes réalisé par Quirino Cristiani et produit par Federico Valle en 1917. Cristiani a également réalisé en 1931 Peludópolis, le premier dessin animé sonore en long métrage. Ces deux films argentins ont été réalisés en papiers découpés. Avec la production italienne de 1936, Le Avventure di Pinocchio, ce sont donc trois longs métrages d'animation qui précèdent le classique de Disney.
Disney décide alors d'investir sa fortune personnelle pour faire un long métrage d'animation, quitte à mettre en péril l'avenir de son studio. Walt Disney souhaite également développer son entreprise et diversifier ses activités au-delà du succès de ses dessins animés. Son choix est motivé par deux raisons. La première est financière : les courts métrages lui permettent de gagner juste assez d'argent pour en faire d'autres, pas plus. John Grant indique que les coûts de production augmentent mais pas les revenus. À la différence des films avec des vedettes telles que Charlie Chaplin ou Greta Garbo, un court métrage de Mickey Mouse ou comme Les Trois Petits Cochons (1933) ne reçoit qu'une faible part de la recette des exploitants de cinémas (moins de 60 000 USD pour le second). Comme Charlie Chaplin ou Laurel et Hardy avant lui dans les films comiques, il décide de passer au long métrage pour survivre car, en dehors des produits dérivés de Mickey, le studio n'a pas d'autres revenus. Sa seconde motivation est plus artistique. Les courts métrages ne permettent pas d'enrichir les personnages, le scénario ou le réalisme. La durée de 8–9 minutes des courts métrages « l'empêche de s'échapper » pour raconter des histoires plus longues. Comme l'écrit Ted Sears à Isadore Klein en novembre 1933, « nous avons juste fini Le Joueur de flûte de Hamelin (The Pied Piper) et sommes parvenus à la conclusion que nos meilleures valeurs à l'écran sont les petits animaux mignons et que nous n'avons pas été assez loin pour appréhender les humains correctement ».
En 1933, Disney envisage de faire un long métrage basé sur Les Aventures d'Alice au pays des merveilles avec des actrices comme Mary Pickford ou Ginger Rogers,,,, et dans cette optique achète les droits sur les illustrations de John Tenniel,,. Robin Allan indique qu'un autre film a été envisagé à l'époque, basé sur Rip Van Winkle de Washington Irving. David Koenig date l'achat de l'année 1931 et explique l'arrêt par la sortie du Alice au pays des merveilles (1933) réalisé par Norman Z. McLeod pour la Paramount.
C'est au printemps 1934 que Walt Disney arrête son choix sur ce qui sera son premier long métrage et le premier d'animation hollywoodien, Blanche-Neige et les Sept Nains. Cette œuvre est en revanche le premier long-métrage d'animation au monde à la fois sonore et en couleurs. Disney se sert du procédé Technicolor qu'il a utilisé pour le court métrage Des arbres et des fleurs (1932) de la série Silly Symphonies et en exclusivité jusqu'en 1934, ainsi que d'autres technologies comme la caméra multiplane et le rotoscope. Avant la fin de l'été 1934, le projet d'un film de 90 minutes est divulgué. La presse pense que Disney est devenu fou et commence à employer la dénomination de « folie Disney » pour qualifier le futur film,,,.
Le studio Walt Disney Productions voit alors son organisation se scinder en deux importants services, celui des courts et celui des longs métrages. En 1935, le studio crée un département « effets spéciaux d'animation » dirigé par Cy Young.

### LesSilly Symphonies, laboratoire pour le premier long métrage
À partir de 1934 et durant toute l'élaboration du film Blanche-Neige et les sept nains, la série des Silly Symphonies sert de banc d'essais afin d'améliorer les techniques d'animation et ainsi en faire profiter Blanche-Neige et les Sept Nains. C'est ainsi que de nombreux nains et sorcières apparaissent dans les courts métrages du studio durant cette période, comme dans Les Enfants des bois. Des développements et formations sont lancés. Ils permettent d'élever la qualité des studios et de donner au long métrage la qualité voulue par Walt Disney.
Les courts métrages des Silly Symphonies souvent cités comme ayant servi de test sont :
- La Déesse du printemps (The Goddess of Spring, 1934), avec Perséphone pour l'apparence du personnage de Blanche-Neige[24] ;
- Joujoux brisés (Broken Toys, 1935), avec la poupée aveugle pour la délicatesse des mouvements féminins de Blanche-Neige[25] ;
- Le Vieux Moulin (The Old Mill, 1937), pour les effets de profondeur grâce à la caméra multiplane[26].

En parallèle, Disney regroupe de nombreuses œuvres littéraires et des dessins de tous horizons au sein de la Disney Animation Library. Ainsi, durant l'été 1935, un voyage en Europe lui permet d'acheter 350 livres supplémentaires d'auteurs européens, élargissant les sources d'inspiration,. Robin Allan donne le détail suivant des livres reçus par la bibliothèque du studio entre le 5 juillet et le 24 septembre 1935 : 149 d'Allemagne, 90 de France, 81 du Royaume-Uni et 15 d'Italie.

### Plusieurs projets de longs métrages
Alors qu'il n'avait pas encore achevé son premier long métrage et certain de son succès, Walt Disney avait lancé la production d'autres longs métrages basés également sur des classiques de la littérature enfantine.
La première production Bambi, était basée sur le livre à succès Bambi, l'histoire d'une vie dans les bois de Felix Salten paru en 1923. La date de démarrage du projet Bambi est incertaine (CF ce paragraphe) mais la plus vraisemblable est qu'en 1933, Sidney Franklin achète les droits d'adaptation de Bambi à Salten et cherche à faire un film en prise de vue réelle,. En 1935, ne parvenant pas réellement à adapter l'œuvre sous la forme d'un film en prise de vue réelle, il approche Walt Disney. Disney s'enthousiasme de cette proposition. Mais en raison de problèmes de droits d'adaptation et ou de scénario, ce projet a été devancé par un second, Pinocchio, une histoire à succès de l'écrivain italien Carlo Collodi publiée à la fin du XIXe siècle dont l'adaptation cinématographique, Pinocchio, était sortie au début de l'année 1940, suivie par un autre projet débuté en 1937, le film musical Fantasia, sorti fin 1940.
Le projet Fantasia démarre avec la production du court métrage L'Apprenti sorcier débutée en mai 1937, alors que le succès de Mickey commençait à décliner. Durant le processus de création de ce film, Walt Disney rencontre le chef d'orchestre Leopold Stokowski et lui évoque le projet de court métrage musical,. En octobre 1937, Walt écrit qu'il est « tout revigoré par à l'idée de travailler avec Stokowski », qu'il ressent que « les possibilités d'une telle combinaison sont si grandes » et qu'elles « nécessiteront son orchestre complet ainsi qu'une forme de compensation pour Stokowski »,,.
La fin des années 1930 voit l'émergence de nombreux projets. Cette effervescence principalement du côté des longs métrages est une conséquence de la décision de stopper, en réalité de ne pas poursuivre les Silly Symphonies. Le contrat avec RKO entamé en 1937 demande simplement la livraison de 18 courts métrages. Le studio reprend des projets inachevés du début des années 1930 et les mène à terme comme Moth and the Flame (1938) et Au pays des étoiles (1938) qui sont en réalité des projets des années 1930 ou 1934-1935 qui ont subi de nombreux aléas de production. En parallèle, les équipes de scénaristes et le service des licences recherchent des poèmes et autres œuvres pouvant être adaptées. Les trois principales productions entamées mais qui seront repoussées sont Cendrillon, Alice au pays des merveilles  et Peter Pan.
À l'époque de Blanche-Neige et les Sept Nains (1937) Walt Disney souhaite adapter en long métrage d'animation une légende du XIIe siècle le Roman de Renart dans lequel tous les personnages sont des animaux. Mais du point de vue de Disney, cette histoire pose plusieurs problèmes comme en premier lieu le caractère d'escroc du héros, le projet stagne en phase de conception. Un élément du projet se développe indépendamment et en mai 1941, Disney paye 5 000 USD pour l'adaptation de Chantecler basé sur le personnage éponyme du Roman de Renart. Lors de la production de L'Île au trésor (1950), Disney envisage de produire trois séquences d'animation à partir d'histoires tirées du Roman de Renart et racontées par dans le film par Long John Silver. Walt Disney change ensuite d'avis et L'Île au trésor devient le premier long métrage de Disney sans animation. Ken Anderson continua à travailler sur le projet de Renart avec par exemple des storyboards datés de 1956 ou un scénario de 1960 mettant Renart non pas dans le rôle du héros mais dans celui du méchant. Malgré ce projet abandonné de nombreux éléments ont été repris lors de la conception de Robin des Bois (1973).
Peu avant la sortie de Blanche-Neige et les Sept Nains, Walt Disney envisage de produire un long métrage mêlant animation et prise de vue réelle sur la vie de Hans Christian Andersen avec des séquences présentant ses contes dont La Reine des neiges. En mars 1940, Disney propose à Samuel Goldwyn une coproduction avec le studio de Goldwyn assurant le tournage des scènes en prise de vue réelles et Disney l'animation des contes de fées les plus connus d'Andersen : La Petite Sirène, La Petite Fille aux allumettes, Le Stoïque Soldat de plomb, La Reine des neiges, La Petite Poucette, Le Vilain Petit Canard et Les Habits neufs de l'empereur. Mais le studio rencontre des difficultés pour adapter le conte La Reine des neiges pour le public de l'époque. Disney fut incapable de trouver un moyen de rendre la Reine des neiges plus réelle et abandonna le film. Le projet de coproduction avec Samuel Goldwyn s'arrête à cause des productions militaires que Disney est obligé de faire pour maintenir son studio actif. De son côté, Goldwyn n'a pas abandonné l'idée et produit quelques années après la fin de la Seconde Guerre mondiale une comédie musicale biographique sur Andersen, Hans Christian Andersen et la Danseuse (1952), l'animation étant remplacée par des chorégraphies. Le succès de cette comédie musicale récompensée par 6 oscars a pour longtemps mis un terme aux intentions de Disney d'adapter les contes d'Andersen.
Depuis le départ en 1934 de Burton Gillett, Ben Sharpsteen a été nommé producteur sur de nombreux films dont la plupart des longs métrages, et Steven Watts lui attribue une part importante dans les différents projets d'évolutions des productions du studio durant les années 1940 mais surtout 1950. David Hall débute en 1939 sur le projet d'Alice et la conception graphique de Peter Pan dont les droits sont aussi négociés cette même année.
La production des courts métrages se poursuivait aussi à un rythme effréné avec par exemple 14 films en 1937, 18 en 1938.
Le studio fait aussi l'acquisition des droits d'adaptation de plusieurs œuvres dont :
- l'adaptation en animation de Peter Pan acheté à Paramount Pictures en 1939 qui s'était vu accordé par le Great Ormond Street Hospital en 1937 les droits d’adaptation cinématographique[50]
- L'Épée dans la pierre de Terence Hanbury White en 1939[51] qui ne sera adapté qu'en 1963 sous le nom Merlin l'Enchanteur.

## Productions

### Courts métrages d'animation
- Mickey Mouse
- Silly Symphonies, arrêtée en 1939 certains « non officiels » sortent après cette date.
- Donald Duck débutée en 1937
- Donald et Dingo débutée en 1938
- Dingo (Goofy) débutée en 1939
- Pluto débutée en 1937 mais le second film sort en 1940

### Longs métrages d'animation
- 1937 : Blanche-Neige et les Sept Nains (Snow White and the Seven Dwarfs), sorti le 21 décembre 1937. D'après le conte des frères Grimm.
- 1940 : Pinocchio (id.), sorti le 7 février 1940. D'après le roman de Carlo Collodi.
- 1940 : Fantasia (Walt Disney's Fantasia), sorti le 13 novembre 1940. Animation sur des musiques de compositeurs tels que Jean-Sébastien Bach, Piotr Ilitch Tchaïkovski, Paul Dukas et Igor Stravinsky.
- 1941 : Le Dragon récalcitrant (The Reluctant Dragon), sorti le 20 juin 1941. Documentaire mêlant animation et prises de vues réelles sur le thème d'une visite des studios.
- 1941 : Dumbo (id.), sorti le 23 octobre 1941. D'après le roman de Helen Aberson.
- 1942 : Bambi (id.), sorti le 8 août 1942. D'après le roman de Felix Salten.

## Analyse

### Le programme de formation des animateurs
Au moment où Disney décide de produire son premier long-métrage, le studio cherche à étoffer ses équipes de production. Don Graham, professeur de dessin au Chouinard Art Institute et animateur des cours pour le studio, a déjà la fonction de chasseur de têtes. Walt Disney lui demande en 1935 de recruter de nouveaux talents à travers les États-Unis,. Après la publication d'une offre d'emploi pour le studio, Graham passe trois mois à New York dans le RCA Building à étudier des portfolios d'artistes. Ce sont finalement près de 300 artistes qui convergent vers les studios. Contrairement aux artistes du studio déjà en place, beaucoup de candidats sortent de quatre années d'études universitaires tandis que certains sont des architectes ou des artistes de la publicité au chômage à cause de la Grande Dépression et malgré leurs bonnes aptitudes au dessin, ils ne sont pas des spécialistes de l'animation.
Afin d'aider les nouveaux animateurs, Disney avait déjà lancé plusieurs projets internes aux studios précédemment et poursuit donc sur cette voie durant la production de Blanche-Neige. Le studio avait ainsi créé une école interne pour ses animateurs, la Disney Art School qui officiait depuis le 15 novembre 1932. Ben Sharpsteen et David Hand, responsables d'équipes d'apprentis depuis 1931, sont les premiers formateurs des animateurs récemment engagés par le studio. C'est d'ailleurs en voyant certains novices se perfectionner auprès d'animateurs expérimentés que Walt Disney avait engagé Don Graham en 1932, alors qu'il était professeur de dessin au Chouinard Art Institute. Dès lors, il supervise des séances de formation et d'entraînement interne et en soirée pour les membres des studios.
Cette méthode bien ancrée durant la production de Blanche-Neige, les nouveaux animateurs sont souvent mis à contribution au sein des équipes de Sharpsteen et Hand sur les Silly Symphonies. La série, en plus d'expérimenter de nouvelles techniques, permet également de tester les animateurs fraîchement formés. Pour parfaire l'animation des personnages, Walt Disney permet à ses animateurs d'étudier le mouvement via des cours en interne. Des acteurs en train de danser et bouger sont ainsi filmés pour permettre aux animateurs d'étudier leurs mouvements et les conséquences sur leur environnement, comme la réaction des vêtements. Des séances filmées auront aussi d'autres utilités.
Les autres films ont aussi bénéficié de cours spéciaux, à l'instar de la morphologie animalière enseignée par le peintre animalier Rico Lebrun pour Bambi (1942).

### Blanche-Neige, expérimentation de nouvelles techniques
De nombreuses expérimentations et innovations ont été nécessaires à la réalisation du projet Blanche-Neige et les Sept Nains, dans la façon de filmer, dans l'utilisation du Technicolor tout comme pour les effets spéciaux d'animation. Il fallut donc opérer de multiples essais car, aux techniques encore restées au stade expérimental, s'ajoutèrent celles spécialement développées pour le film.
Durant le film de nombreuses techniques d'animation ont évolué. Hamilton Luske a découvert, alors qu'il dessinait les lapins du film, que plus on cherche à rendre l'animal ressemblant à son anatomie réelle, plus son aspect devient dur et moins sa fourrure semble douce.
L'un des problèmes purement techniques rencontrés est lié au format des feuilles utilisées, de 24 × 30 cm (9 ¹⁄₂ × 12 pouces) à la fois pour les décors, le layout et les cellulos,. Ce format définit la zone maximale des scènes ou champs, alors indiqué comme de cinq champs. Mais les scènes du film ont rapidement montré les limites de ce format avec par exemple celles regroupant Blanche-Neige avec les sept nains ou l'héroïne avec une cinquantaine d'animaux. Le champ maximal a donc été élargi à six champs et demi. Ce nouveau champ impose des feuilles de 31,8 × 40,6 cm et a provoqué la confection de nouveaux storyboards, des tableaux associés, des supports de cellulos...
Afin d'aider à l'animation des personnages humains, les animateurs utilisent le procédé de rotoscopie, qui permet de calquer à partir des images d'un film (ici en prises de vue réelles) des éléments sur cellulos. Cette technique a surtout été utile pour l'animation des personnages humains.
La caméra multiplane

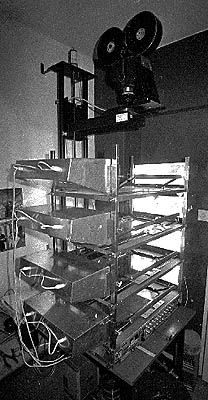
Une reproduction de caméra multiplane par un amateur d'animation.

Un autre problème est lié à la profondeur de champ. L'usage alors courant était de superposer des cellulos au-dessus d'un décor, de maintenir le tout durant la photographie et de modifier les éléments nécessaires pour l'image suivante. Mais avec cette technique, un gros plan sur un personnage agrandit d'autant le décor puisque les deux (ou plus) feuilles sont collées, ce qui n'est pas naturel. Pour résoudre ce problème le studio a commencé le développement et l'usage d'une nouvelle technologie, la caméra multiplane, inventée par Bill Garity,. L'utilisation de cette nouvelle technologie testée et inaugurée sur le court métrage Le Vieux Moulin (novembre 1937) crée une « sensation de profondeur impressionnante ». La technique consiste en plusieurs planches de verre verticalement et horizontalement mobiles avec en bas le décor et au sommet de l'appareil la caméra, perchée à plus de 4 m de haut. Le développement de cette technologie aurait coûté à l'époque 70 000 USD.
Le Layout (Mise en page)
L'équipe chargée du layout a aussi été confrontée à de nouveaux problèmes. Cette équipe, dirigée par Hugh Hennesy et Charles Philippi, a la responsabilité de définir la zone de travail des animateurs, les angles de caméra, les éclairages mais aussi les lieux d'action des personnages, le tout à l'avance afin de ne pas avoir à refaire toute une séquence ce qui est très coûteux. Albert Hurter a la charge de maintenir une atmosphère de conte de fées, au travers des techniques de layout, surtout avec l'utilisation de la caméra multiplane, alors en cours de développement.
La couleur
Le 1er décembre 1936, Walt Disney indique à ses animateurs qu'il vient de visionner un court métrage sur le printemps du Harman-Ising Studio mais qu'il « trouve la profusion de couleurs mais que cela donne un aspect pauvre car sans aucune subtilité proche de l'affiche ». Il leur demande « de parvenir à une certaine profondeur et à un certain réalisme ». Disney décide donc de ne pas utiliser la gamme habituelle et réduite de couleurs brillantes des courts métrages. Il utilise un panel plus large dans la plupart des séquences, ce qui donne un aspect plus réaliste et profond. Pour Maltin, un de meilleurs exemples est la scène où les nains franchissent une rivière sur un tronc d'arbre au coucher du soleil avec leur ombre portant sur le sol. John Grant ajoute aussi de nouvelles couleurs spécialement « développées à un coût considérable » pour donner une texture à certains objets comme les vêtements. Ce sont des mélanges de peinture utilisés pour accentuer le volume (on parlerait de nos jours de peintures à effets de dégradés).
Les effets d'animation
D'autres éléments ont aussi requis des compétences diverses et pointues, comme celles des spécialistes des effets spéciaux qui ont dû trouver des réponses à des questions du genre : comment donner la sensation d'une pluie d'orage à un dessin de pluie d'orage, ou celle de courant à un courant d'eau peint ? Durant la production du film et pour répondre à ce genre de question, l'équipe des effets spéciaux a atteint un total de 56 personnes. L'un des subtils effets d'animation utilisés pour le film Blanche-Neige est la peinture ombre, un effet consistant à doubler l'exposition des cellulos comportant les ombres. Cela donne à l'ombre un effet plus estompé et transparent qu'un simple aplat de couleur uni, noir ou gris. Un autre est l'effet permettant de rendre les larmes des nains réalistes.

### Pinocchioet le département des maquettes

Pantin articulé de référence pour Pinocchio, présenté à l'expo D23 en 2011

Afin de choisir l'aspect final du personnage titre de Pinocchio, Walt Disney demanda l'assistance de Joe Grant, modéliste-maquettiste du studio. Le journal Hollywood Reporter annonce le 20 mai 1938, la création d'un nouveau département pour la conception et la fabrication de maquettes de personnages.
Grant, aidé de Jack Miller et de l'ingénieur-marionnettiste Bob Jones ont conçu des figurines en volume des personnages et des décors, une première pour un film Disney. Pour Allan, elles furent réalisées seulement par Bob Jones. Ces maquettes sont de toutes tailles, allant des modèles réduits des personnages jusqu'à des répliques fonctionnelles des jouets et horloges. À l'automne 1938, l'équipe s'est agrandie avec le sculpteur Charles Cristodora, de l'ingénieur Ted Kline et d'une équipe de peintres sous la direction d'Helen Nerbovig McIntosh. Le premier réalisait des épreuves en terres à modeler qui servaient au second pour faire un moule et une quinzaine de reproductions en plâtre qui étaient ensuite polies, enduites et peintes pour l'équipe de la troisième.
Bob Jones réalisa en plus de ces figurines, 175 marionnettes réelles tout au long de l'élaboration du personnage de Pinocchio.

### Fantasia, la musique portée par une animation empreinte d'art
Au travers du film Fantasia, les animateurs n'ont pas seulement permis de visualiser la musique classique mais aussi de rendre hommage aux arts basés sur la musique, tout en les utilisant. On retrouve ainsi la danse et le ballet. Les éléments d'animation de Toccata et Fugue en Ré Mineur sont essentiellement des œuvres abstraites sans personnages mais la séquence reste inspirée « des images fugitives d'Oskar Fischinger », réalisateur allemand engagé brièvement par le studio. La séquence Casse-noisette est découpée en six sections chacune illustrant l'une des danses du ballet Casse-Noisette de Piotr Ilitch Tchaïkovski. La séquence Danse des heures a été conçue « comme un ballet typique. »
Le chef d'orchestre Stokowski aurait convaincu Walt Disney de développer un système de rendu sonore de meilleure qualité que les systèmes de l'époque. Disney a demandé à son équipe d'ingénieurs du son, alors dirigée par William E. Garity, de concevoir un système d'enregistrement et de restitution du son plus étendu pour le film. Garity et John N.A. Hawkins ont développé le Fantasound, un des tout premiers procédés stéréophoniques, ancêtre du son Surround.

### Les problèmes des longs métrages
Blanche-Neige et les Sept Nains sort en 1937, son succès a permis à la société Walt Disney Productions de racheter dès le 29 septembre 1938 les trois autres sociétés nées en 1929. En 1937, le studio signe un contrat de distribution avec RKO Pictures qui durera jusqu'en 1954 pour les longs métrages et 1956 pour les courts métrages, période de la création de Buena Vista Distribution. Neal Gabler s'interroge sur les nombreux développements en parallèle au sein du studio alors que Fantasia ou Pinocchio ne sont même pas encore sortis. La réponse serait d'avoir un rythme de production des longs métrages assurant une certaine rentabilité.
Mais les budgets des trois premiers longs métrages de Disney dépassent les prévisions avant même leur sortie : celui de Pinocchio approche les 2,6 millions de USD,,, tandis que celui de Fantasia est estimé selon les auteurs à 2,2, 2,25, 2,28, ou 2,3 millions de USD,.
Malheureusement, Pinocchio et Fantasia ne réalisent pas les résultats escomptés, les revenus ne dépassant pas le million de dollars pour leur première exploitation. Les studios Disney lancent alors la production de deux nouveaux films dans le but d'obtenir quelques revenus afin de financer d'autres projets plus ambitieux,.
Le premier est Le Dragon récalcitrant, mêlant documentaire en prise de vue réelle et animation, pour un budget réduit à 600 000 USD. Le second est Dumbo, qui est basé sur une œuvre encore plus récente que celle de Bambi. Afin de trouver des fonds pour produire ses films, Walt Disney doit néanmoins abandonner les droits de publication des musiques de Blanche-Neige et les Sept Nains, de Pinocchio et de Dumbo à l'éditeur Bourne Music Company, qui les détient encore aujourd'hui. Avec seulement 64 minutes, Dumbo est le plus court des longs métrages d'animation de Disney, après Saludos Amigos. C'est aussi l'un des moins prétentieux mais il reste l'un des plus achevés graphiquement. Le film rapporte lors de sa première exploitation 653 783 USD.
Ces résultats permettent d'achever Bambi. Début 1941, il ne reste que l'animation de la scène de l'incendie, scène ajoutée par Disney au roman de Salten. Au printemps 1941 en raison de nouveaux problèmes financiers, Walt réunit ses animateurs et leurs signifie que les dépenses doivent être réduites de moitié. De nombreuses coupes sont alors réalisées dans Bambi. Les dernières séquences sont payées grâce aux recettes du film Le Dragon récalcitrant. C'est alors que plusieurs événements repoussent la sortie de Bambi jusqu'à la fin de l'été 1942. Schickel écrit que Bambi marque pour le studio la fin d'une période dédiée exclusivement à l'animation.

### Un fonds pour l'avenir du studio
Steven Watts écrit que Blanche-Neige et les Sept Nains, Pinocchio, Fantasia, Dumbo et Bambi sont devenus un élément central et parfois adoré de l'héritage du studio en définissant un jalon créatif et en présentant une imbrication complexe d'éléments artistiques et de divertissements. Ils partagent en plus une idéologie commune et à différents niveaux d'intensité présentent les aspects  importants de la politique de Disney durant la Dépression. Les productions réalisées durant l'âge d'or du studio Disney ont permis la création d'un catalogue réutilisé à maintes reprises. Blanche-Neige et les Sept Nains a été la source d'une importante production de produits dérivés. La gamme a été rapidement plus large que celle de Mickey Mouse à ses débuts, allant des hochets pour bébés aux brosses à dents en passant par les ombrelles et les jeux de cartes. Christopher Finch note toutefois que Le Dragon Récalcitrant marque les prémices d'un changement dans les productions du studio Disney, préfigurant la production des films en prise de vue réelle dans les années 1950.
Une des conséquences du contrat avec Saul Bourne est d'avoir convaincu Roy Oliver Disney que l'exploitation musicale d'un film permet de vendre le film lui-même.

#### Les films et la BD
Le film Blanche-Neige et les Sept Nains a donné lieu à plusieurs courts métrages, aussi bien éducatif que de propagandes. Le personnage de Jiminy Cricket a été rapidement réutilisé dans des longs métrages et des courts métrages, il apparaît en tant que présentateur-narrateur de Coquin de printemps en 1947 puis dans plusieurs séries de courts métrages éducatifs dont I'm No Fool et You. La chanson I'm a Happy-Go-Lucky Fellow (« Je suis un garçon insouciant ») a été réemployée comme chanson d'ouverture pour Coquin de printemps en 1947 à nouveau chantée par Jiminy,, ; de plus la séquence comprend le poisson rouge Cléo. De même, le personnage de Figaro le chaton, a été réutilisé dans des courts métrages, principalement au côté de Minnie Mouse ainsi que dans sa propre série ne comprenant que trois épisodes.
Chacun des longs métrages, hormis Fantasia, a été édité sous la forme de bandes dessinées juste avant leur sortie. Une série Dumbo a même été publiée à partir de 1945.
Selon Maltin et Allan, Bambi est devenu la base, en thème et en format, de plusieurs longs métrages documentaires intitulés True-Life Adventures, à commencer par L'Île aux phoques en 1948.

#### Parcs et attractions
Les parcs contiennent plusieurs attractions basées sur les productions de cette période :
- l'attraction Snow White's Enchanted Wish, Snow White Adventures ou Blanche-Neige et les Sept Nains à Disneyland (Californie), au Magic Kingdom de Walt Disney World Resort, au Parc Disneyland et à Tokyo Disneyland ;
- l'attraction Pinocchio's Daring Journey ou Les Voyages de Pinocchio à Disneyland, Parc Disneyland et Tokyo Disneyland ;
- Dumbo the Flying Elephant à Disneyland, au Magic Kingdom de Walt Disney World Resort, à Tokyo Disneyland, au Parc Disneyland de Disneyland Paris et à Hong Kong Disneyland ;
- l'attraction Casey Jr Circus Train à Disneyland ou Casey Jr., le petit train du cirque au Parc Disneyland.